# Patinação artística na Universíada de Inverno de 2005 - Individual feminino
A competição individual feminino da patinação artística na Universíada de Inverno de 2005 foi realizada em Innsbruck, Áustria.

## Medalhistas
| Ouro   | JPN Yoshie Onda        |
| Prata  | UKR Galina Maniachenko |
| Bronze | CHN Liu Yan            |

## Resultados

### Geral
| Pos.              | Nome                 | Nacionalidade       | Pontos | PC | PL |
| ----------------- | -------------------- | ------------------- | ------ | -- | -- |
| Medalha de ouro   | Yoshie Onda          | Japão               | 2.5    | 3  | 1  |
| Medalha de prata  | Galina Maniachenko   | Ucrânia             | 3.5    | 1  | 3  |
| Medalha de bronze | Liu Yan              | China               | 5.0    | 6  | 2  |
| 4                 | Yukari Nakano        | Japão               | 6.0    | 4  | 4  |
| 5                 | Sarah Meier          | Suíça               | 6.0    | 2  | 5  |
| 6                 | Olga Naidenova       | Rússia              | 8.5    | 5  | 6  |
| 7                 | Idora Hegel          | Croácia             | 11.0   | 8  | 7  |
| 8                 | Akiko Suzuki         | Japão               | 11.5   | 7  | 8  |
| 9                 | Fang Dan             | China               | 15.0   | 12 | 9  |
| 10                | Bao Li               | China               | 16.5   | 11 | 11 |
| 11                | Elena Zhidkova       | Rússia              | 16.5   | 9  | 12 |
| 12                | Andrea Kreuzer       | Áustria             | 20.0   | 10 | 15 |
| 13                | Miia Marttinen       | Finlândia           | 20.5   | 15 | 13 |
| 14                | Tytti Tervonen       | Finlândia           | 22.0   | 24 | 10 |
| 15                | Malin Hållberg-Leuf  | Suécia              | 22.0   | 16 | 14 |
| 16                | Roxana Luca          | Romênia             | 22.5   | 13 | 16 |
| 17                | Iryna Lukianenko     | Ucrânia             | 27.5   | 21 | 17 |
| 18                | Anja Bratec          | Eslovênia           | 27.5   | 19 | 18 |
| 19                | Park Bit-na          | Coreia do Sul       | 28.5   | 17 | 20 |
| 20                | Silvia Koncokova     | Eslováquia          | 29.0   | 14 | 22 |
| 21                | Lee Chu-hong         | Coreia do Sul       | 30.0   | 22 | 19 |
| 22                | Anni Luftensteiner   | Áustria             | 33.0   | 20 | 23 |
| 23                | Ivana Hudziecová     | República Tcheca    | 33.0   | 18 | 24 |
| 24                | Sarah-Yvonne Prytula | Austrália           | 33.5   | 25 | 21 |
| 25                | Ekaterina Bourtseva  | Rússia              | 36.5   | 23 | 25 |
| 26                | Alenka Zidar         | Eslovênia           | 40.0   | 28 | 26 |
| 27                | Darja Škrlj          | Eslovênia           | 40.0   | 26 | 27 |
| 28                | Gamze Iyiis          | Turquia             | 42.5   | 27 | 29 |
| 29                | Ksenija Jastsenjski  | Sérvia e Montenegro | 43.0   | 30 | 28 |
| 30                | Hsin-Hui Tsai        | Taipé Chinesa       | 46.0   | 32 | 30 |
| 31                | Anny Hou             | Taipé Chinesa       | 46.5   | 31 | 31 |
| 32                | Liina-Grete Lilender | Estônia             | 47.5   | 29 | 33 |
| 33                | Sofia Florell        | Suécia              | 48.5   | 33 | 32 |

Legenda
| Recorde mundial      | Recorde mundial (World record)               |                       | Recorde africano                      | Recorde africano (African) |                                           | Q | Classificado por posição (Qualified) |
| Recorde olímpico     | Recorde olímpico (Olympic record)            | Recorde da América    | Recorde da América (Americas)         | q                          | Classificado por melhor tempo (Qualified) |   |                                      |
| Melhor marca do ano  | Melhor marca do ano (World leading)          | Recorde asiático      | Recorde asiático (Asian)              | DNS                        | Não largou (Did not start)                |   |                                      |
| Recorde nacional     | Recorde nacional (National record)           | Recorde europeu       | Recorde europeu (European)            | DNF                        | Não terminou (Did not finish)             |   |                                      |
| Recorde pessoal      | Recorde pessoal do atleta (Personal best)    | Recorde da Oceania    | Recorde da Oceania (Oceania)          | DSQ / DQ                   | Desclassificado (Disqualified)            |   |                                      |
| Recorde da temporada | Recorde da temporada do atleta (Season best) | Recorde sul-americano | Recorde sul-americano (South America) | NM                         | Sem marca (No mark)                       |   |                                      |